# Android
|  | Wiktionary har en ordboksartikel om android. |

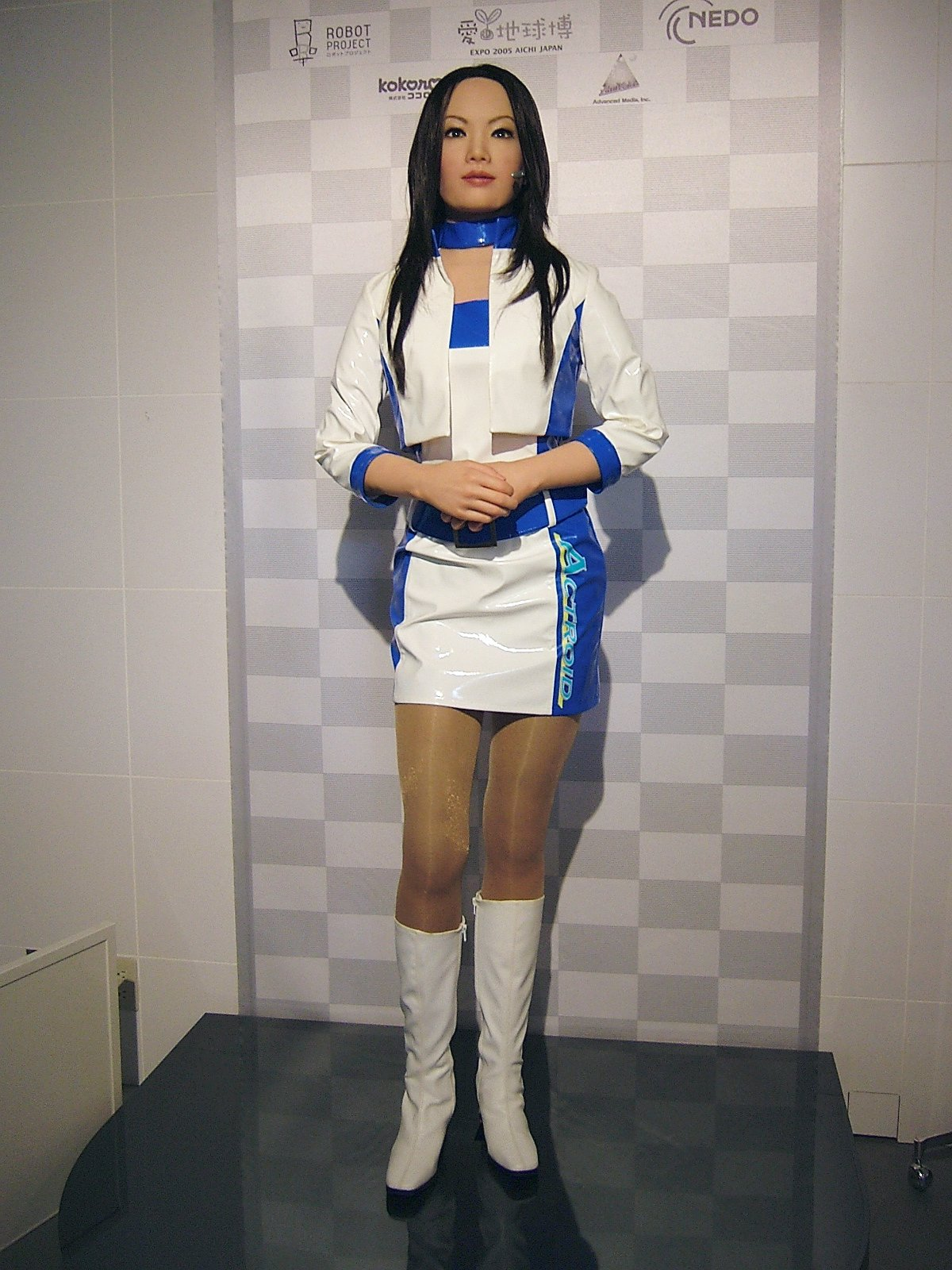
En android uppvisad på Expo 2005 i Aichi. Denna gick under benämningen Actroid i mening att särskilja att den inte är byggd av organiskt material.

En android är en robot som är gjord för att efterlikna en människa. Ordet kommer från grekiska: "andro-" man + "eides" form.
Nordisk familjebok från 1876 och 1904 beskriver en android enligt följande: 
| ” | Android, mekanik, kallar man en sådan automat, som har människoskepnad och genom en i det inre dold mekanism förrättar något arbete. Bekanta är de båda akustiska automaterna, tillverkade av Jacques de Vaucanson (1738). Den ene föreställde en flöjtblåsare den andre en herde, som blåste flageolettflöjt (den provençaliska herdepipan) och slog takten på tamburin. Dessa figurer utförde fullständiga arior med den största konstfärdighet. Pierre Jacquet Droz och Henri Louis Jacquet Droz, far och son, tillverkade 1777 automater, föreställande pojkar, som skrev sammanhängande meningar och ritade landskap. Dessa utförde alla erforderliga handgrepp, doppade pennan i bläckhornet, skakade av det överflödiga bläcket, riktade vid varje nytt ord ögonen på skriften o.s.v. Wolfgang von Kempelens berömda automatiska schackspelare, vilken spelade med de närvarande, var ingen verklig automat, utan dolde inom sig en människa, som utförde spelet, även om man aldrig fick reda på, var denna var placerad. Figurens rörelser var emellertid så naturliga, att det ovillkorligt föreföll åskådaren, som om han spelade. Hemligheten bakom “The Turk” blev bevarad i hela 80 år. | „ |

## Science fiction
Androider är vanliga i science fiction.
Exempel: 
- Karaktären Data (Brent Spiner) från Star Trek The Next Generation.
- Karaktären Bishop (Lance Henriksen) från Aliens.
- Robotkroppen som Krang i Teenage Mutant Ninja Turtles använder brukar också kallas android.
- Philip K. Dicks roman Androidens drömmar och Ridley Scotts lösa filmatisering Blade Runner.
- Marvin the Paranoid Android i liftarens guide till galaxen av Douglas Adams.
- Armaroid Lady i mangatidningen Cobra av Buichi Terasawa.
- Hubotarna i Äkta människor.